# Sceptrophasma
Sceptrophasma is een geslacht van wandelende takken uit de familie Bacillidae. De wetenschappelijke naam van dit geslacht is voor het eerst voorgesteld door Paul Brock en Francis Seow-Choen in een publicatie uit 2000. De soorten van dit geslacht komen in verschillende delen van Azië voor.

## Soorten
Het geslacht Sceptrophasma omvat de volgende soorten:
- Sceptrophasma bituberculatum (Redtenbacher, 1889)
- Sceptrophasma hispidulum (Wood-Mason, 1873)
- Sceptrophasma humilis (Westwood, 1859)
- Sceptrophasma javanum (Haan, 1842)
- Sceptrophasma langkawicense Brock & Seow-Choen, 2000